# ミューズ (キンギョ)
ミューズは日本産のキンギョであり、個体により色の出方が異なり、呼び名が変わるキンギョである。

## 誕生までの経緯
ミューズの誕生までには複雑の歴史があり、緑色のキンギョを求めキャリコリュウキンとトサキンの交配でキャリコトサキンが作出した事から始まる。この個体は体系はよいがトサデメキンが出たり、思った色が出なかった。不満に思った作出者の川原やどるはキャリコリュウキンをアズマニシキに変更し、再度試みた。

## 川原やどるの挑戦
川原やどるは2019年に99歳で亡くなるまでに更なる改良を行い、金魚仙人と呼ばれた人物である。ミューズの体系がオランダシシガシラに近い個体（尾ヒレが長い）を作ることに成功すると普通鱗の個体で挑戦し、ランチュウをベースとするヤドルニシキを亡くなる前年に発表した。

## 個体について
色の出方により呼び名が4パターンに分かれる。
- ミューズ

体系はリュウキン、鱗は透明、尾ヒレは短く、3尾である。前出のキャリコトサキンの黄色（割合はオスが多い）、白（割合はメスが多い）以外が抜けた個体。別名はコガネニシキ（黄金錦）。尾ヒレが長い個体は天女と呼ばれる。名前の由来はギリシャ神話の女神ミューズから。
- アヤニシキ（彩錦）

上記の個体に浅葱色以外のキャリコ柄がある個体であり、尾ヒレが長い個体は織姫と呼ばれ、緑色の光沢はない。当初は綾錦と書いていたが、埼玉県が「彩の国」と呼ばれる事から、彩錦になった。
- イエローグリーン

上記の個体にキャリコ柄がある個体であり、浅葱色の出方が薄く、見方により黄緑に見える事から黄緑の英訳から名付けられた。別名はワカバニシキ（若葉錦）。
- ミドリニシキ（翠錦）

上記の個体にキャリコ柄がある個体であり、浅葱色の出方が強く、見方により翡翠な緑に見える事から名付けられた。

## 流通について
ミューズ、アヤニシキは手に入りにくく、専門店でないと入手しにくい。また、他の種も入手が難しく、生産者と親しい愛好家でも手に入らない場合が多い。
出典
金魚仙人”が品種改良、緑色の金魚誕生　４５年前から坂戸の養殖家が挑戦、白寿前にさらなる改良に意欲